# Patrick le wombat
Patrick le wombat (en anglais Patrick the Wombat ou encore Fat Pat from Ballarat)  est un wombat commun (Vombatus ursinus) australien né en 1986 et mort le 18 avril 2017. Il est connu pour sa remarquable longévité.

## Biographie
Patrick a été recueilli quelques mois après sa naissance par le parc animalier Ballarat (en) dans l'État de Victoria après que sa mère a été écrasée par une voiture.  
Ses soignants ont tenté de le relâcher à plusieurs reprises dans la nature mais Patrick a été agressé par d'autres wombats et n'était pas en mesure de se défendre. Il est alors décidé qu'il devienne un pensionnaire du parc animalier.  
Patrick est réputé vierge, ses soignants n'ayant jamais réussi à le faire s'accoupler. Ils ont créé un profil Tinder pour le wombat. Une page Facebook est aussi créée, elle a 55 000 fans.  
Patrick était connu pour son caractère sociable et l'association de son image à la brouette bleue dans laquelle l'équipe du zoo le faisait déambuler. Il est euthanasié le 18 avril 2017 en raison d'une détérioration brutale de sa santé : il a alors 31 ans et a dépassé de 10 ans l'espérance de vie d'un wombat. 